# 沃科尼亞 (明尼蘇達州)
沃科尼亞（英語：Waconia）是一個位於美國明尼蘇達州卡弗縣的城市。

## 人口
根據2020年美國人口普查的數據，沃科尼亞的面積為13.76平方千米，當中陸地面積為13.67平方千米，而水域面積為0.09平方千米。當地共有人口13033人，而人口密度為每平方千米947人。